# كمال الشويش
كمال الشويش ناشط حقوقي يمني، اختطفته مليشيات الحوثي في أغسطس 2018 في مدينة الحديدة.
الشويش باحث في منظمة مواطنة لحقوق الإنسان في الحديدة، حيث كان يكتب عن انتهاكات حقوق الإنسان ضد المدنيين.
وأصدرت مواطنة بيانا مفاده أنه تم اعتقال الشويش في شارع صنعاء عندما «عصب رجلان عينيه وسحبوه باتجاه سيارة ذهبية اللون ونقلوه إلى مكان مجهول». أشارت ميدل إيست مونيتور إلى أن منظمة مواطنة كانت مستهدفة بشكل خاص، وأن المدير التنفيذي عبد الرشيد الفقيه ورئيسة مجلس الإدارة رضية المتوكل قد تم احتجازهما مؤقتًا في يونيو 2018.
وعلقت لين معلوف من منظمة العفو الدولية قائلة: «يبدو أن الاختطاف المقلق لكمال الشويش جزء من نمط شرير من المضايقات والقمع لأنشطة حقوق الإنسان في اليمن، التي ترتكبها جميع أطراف النزاع». كما دعا مركز الخليج لحقوق الإنسان ميليشيا الحوثي إلى إطلاق سراح الشويش.